# Platydesma spathulatum
Platydesma spathulatum är en vinruteväxtart som först beskrevs av Asa Gray, och fick sitt nu gällande namn av Stone. Platydesma spathulatum ingår i släktet Platydesma och familjen vinruteväxter. Inga underarter finns listade i Catalogue of Life.